# YBX3
YBX3 (англ. Y-box binding protein 3) – білок, який кодується однойменним геном, розташованим у людей на короткому плечі 12-ї хромосоми. Довжина поліпептидного ланцюга білка становить 372 амінокислот, а молекулярна маса — 40 090.
| 10         |  | 20         |  | 30         |  | 40         |  | 50         |
| ---------- |  | ---------- |  | ---------- |  | ---------- |  | ---------- |
| MSEAGEATTT |  | TTTTLPQAPT |  | EAAAAAPQDP |  | APKSPVGSGA |  | PQAAAPAPAA |
| HVAGNPGGDA |  | APAATGTAAA |  | ASLATAAGSE |  | DAEKKVLATK |  | VLGTVKWFNV |
| RNGYGFINRN |  | DTKEDVFVHQ |  | TAIKKNNPRK |  | YLRSVGDGET |  | VEFDVVEGEK |
| GAEAANVTGP |  | DGVPVEGSRY |  | AADRRRYRRG |  | YYGRRRGPPR |  | NYAGEEEEEG |
| SGSSEGFDPP |  | ATDRQFSGAR |  | NQLRRPQYRP |  | QYRQRRFPPY |  | HVGQTFDRRS |
| RVLPHPNRIQ |  | AGEIGEMKDG |  | VPEGAQLQGP |  | VHRNPTYRPR |  | YRSRGPPRPR |
| PAPAVGEAED |  | KENQQATSGP |  | NQPSVRRGYR |  | RPYNYRRRPR |  | PPNAPSQDGK |
| EAKAGEAPTE |  | NPAPPTQQSS |  | AE         |  |            |  |            |

A: Аланін

D: Аспарагінова кислота

E: Глутамінова кислота

F: Фенілаланін

G: Гліцин

H: Гістидин

I: Ізолейцин

K: Лізин

L: Лейцин

M: Метіонін

N: Аспарагін

P: Пролін

Q: Глутамін

R: Аргінін

S: Серин

T: Треонін

V: Валін

W: Триптофан

Кодований геном білок за функціями належить до репресорів, фосфопротеїнів. 
Задіяний у таких біологічних процесах, як транскрипція, регуляція транскрипції, ацетилювання, альтернативний сплайсинг. 
Білок має сайт для зв'язування з ДНК. 
Локалізований у цитоплазмі, ядрі.